# Mistrovství světa v plážovém fotbale 2005
Mistrovství světa v plážovém fotbale 2005 bylo 11. ročníkem MS v plážovém fotbale, které se konalo v brazilském městě Rio de Janeiro na pláži Copacabana v období od 8. do 15. května 2005. Jednalo se o celkový 11. ročník a o první, který pořádala FIFA po tom, co šampionát vzala pod svojí záštitu místo Beach Soccer Worldwide. Účastnilo se ho 12 týmů, které byly rozděleny do 4 skupin po 3 týmech. Ze skupiny postoupily do vyřazovací fáze první a druhý celek. Vyřazovací fáze zahrnovala 8 zápasů. Francie postoupila do finále, ve kterém porazila Portugalsko 4:3 na penalty a poprvé tak vyhrála mistrovství světa. Nováčky turnaje byly týmy Ukrajiny a Austrálie.

## Stadion
Mistrovství se odehrálo na jednom stadionu v jednom hostitelském městě: Copacabana Beach Soccer Arena (Rio de Janeiro).
| Rio de Janeiro                  |
| ------------------------------- |
| Copacabana Beach Soccer Arena   |
| Kapacita: 10 000 Rio de Janeiro |

## Týmy

### Kvalifikace
Nejlepší týmy, které se umístily na prvních třech místech v Evropské lize plážového fotbalu 2004, se kvalifikovaly na MS 2004. O konečné místo se bojovalo mezi dalšími čtyřmi nejlepšími v malém vyřazovacím turnaji několik dní před začátkem mistrovství světa, ve kterém zvítězilo Španělsko. Jihoamerická a severoamerická byla hrána dohromady. Ostatní týmy byly pozvány na divokou kartu.  
Jednalo se o první ročník, kde měl každý kontinent svého zástupce.
| - Severní, Střední Amerika a Karibik (CONCACAF) - USA - Jižní Amerika (CONMEBOL) - Uruguay - Argentina |  | - Evropa (UEFA) - Francie - Portugalsko - Španělsko - Ukrajina - Asie (AFC) - Japonsko - Thajsko |  | - Afrika (CAF) - Jihoafrická republika - Oceánie (OFC) - Austrálie - Hostitel - Brazílie |

## Zápasy

### Skupinová fáze
| Vysvětlivky                                           |
| ----------------------------------------------------- |
| Týmy na prvních dvou místech postupují do čtvrtfinále |
| Vítěz zápasu je tučně zvýrazněn                       |

Čas každého zápasu je uveden v lokálním čase.

#### Skupina A
| Tým       | Z | V | R | P | VG | IG | +/− | B |
| --------- | - | - | - | - | -- | -- | --- | - |
| Brazílie  | 2 | 2 | 0 | 0 | 13 | 3  | +10 | 6 |
| Španělsko | 2 | 1 | 0 | 1 | 5  | 5  | 0   | 3 |
| Thajsko   | 2 | 0 | 0 | 2 | 3  | 13 | −10 | 0 |

| 8. května 2005 13:30                                                                    |        |                                          |                                                              |
| Brazílie                                                                                | 9 : 2  | Thajsko                                  | Pláž Copacabana diváci: 8 000 rozhodčí: Carlos Manuel Robles |
| Junior Negão 2' Neném 10', 16', 20' Bruno 11', 32' Betinho 13' Benjamin 25' Juninho 31' | Report | Pongsak Khongkaew 26' Sanea Langkaew 33' | Pláž Copacabana diváci: 8 000 rozhodčí: Carlos Manuel Robles |

| 9. května 2005 16:00             |        |                     |                                                      |
| Španělsko                        | 4 : 1  | Thajsko             | Pláž Copacabana diváci: 500 rozhodčí: Pedro Infantes |
| Amarelle 16', 28' David 32', 32' | Report | Anupong Polasak 28' | Pláž Copacabana diváci: 500 rozhodčí: Pedro Infantes |

| 11. května 2005 19:45                             |        |             |                                                            |
| Brazílie                                          | 4 : 1  | Španělsko   | Pláž Copacabana diváci: 10 000 rozhodčí: José Luiz da Rosa |
| Benjamin 4' Junior Negão 5' Neném 15' Juninho 34' | Report | Amarelle 2' | Pláž Copacabana diváci: 10 000 rozhodčí: José Luiz da Rosa |

#### Skupina B
| Tým         | Z | V | R | P | VG | IG | +/− | B |
| ----------- | - | - | - | - | -- | -- | --- | - |
| Portugalsko | 2 | 2 | 0 | 0 | 13 | 3  | +10 | 6 |
| Japonsko    | 2 | 1 | 0 | 1 | 3  | 6  | −3  | 3 |
| USA         | 2 | 0 | 0 | 2 | 5  | 12 | −7  | 0 |

| 8. května 2005 12:45         |        |          |                                                       |
| Portugalsko                  | 4 : 0  | Japonsko | Pláž Copacabana diváci: 1 000 rozhodčí: Antonio Buaiz |
| Alan 9', 19' Madjer 13', 31' | Report |          | Pláž Copacabana diváci: 1 000 rozhodčí: Antonio Buaiz |

| 9. května 2005 17:15                 |        |                                                           |                                                              |
| USA                                  | 2 : 3  | Japonsko                                                  | Pláž Copacabana diváci: 2 000 rozhodčí: Carlos Manuel Robles |
| Pierre Cazzasus 1' Eduardo Testa 19' | Report | Naojuki Kuroki 14' Masahito Toma 17' Tadaomi Nakamura 29' | Pláž Copacabana diváci: 2 000 rozhodčí: Carlos Manuel Robles |

| 10. května 2005 16:00                                                           |        |                                                              |                                                              |
| Portugalsko                                                                     | 9 : 3  | USA                                                          | Pláž Copacabana diváci: 1 500 rozhodčí: Carlos Manuel Robles |
| Hernani 3' Alan 5', 18' Madjer 10', 22', 29' Jonas 10' Belchior 20' Marinho 30' | Report | Christian Braga 24' Benyam Astorga 30' Francis Farberoff 33' | Pláž Copacabana diváci: 1 500 rozhodčí: Carlos Manuel Robles |

#### Skupina C
| Tým                   | Z | V | R | P | VG | IG | +/− | B |
| --------------------- | - | - | - | - | -- | -- | --- | - |
| Uruguay               | 2 | 2 | 0 | 0 | 12 | 7  | +5  | 6 |
| Ukrajina              | 2 | 1 | 0 | 1 | 12 | 6  | +6  | 3 |
| Jihoafrická republika | 2 | 0 | 0 | 2 | 4  | 15 | −11 | 0 |

| 8. května 2005 18:00                                           |        |                                             |                                                             |
| Uruguay                                                        | 7 : 3  | Jihoafrická republika                       | Pláž Copacabana diváci: 2 000 rozhodčí: João Carlos Almeida |
| Martin 1', 28' Chueco 1' Parrillo 9' Fabian 13' Ricar 27', 32' | Report | Ricardo Francisco 1', 32' Bheki Mthembu 23' | Pláž Copacabana diváci: 2 000 rozhodčí: João Carlos Almeida |

| 9. května 2005 19:45 |        |                       |                                                     |
| Ukrajina | 8 : 1  | Jihoafrická republika | Pláž Copacabana diváci: 500 rozhodčí: Antonio Buaiz |
| Victor Ulianytskij 7' Victor Moroz 9' Dmytro Koryenyev 10', 20' Oleksandr Pylypenko 13' Yevgen Varenytsya 18', 31' Sergij Boženko 22' | Report | Darren Dicks 34'      | Pláž Copacabana diváci: 500 rozhodčí: Antonio Buaiz |

| 10. května 2005 17:45                    |        |                                                                                       |                                                       |
| Uruguay                                  | 5 : 4  | Ukrajina                                                                              | Pláž Copacabana diváci: 2 000 rozhodčí: Marcelo Bispo |
| Seba 8', 29' Ricar 13' Parrillo 24', 32' | Report | Yevgen Varenytsya 14' Sergij Boženko 22' Oleksandr Pylypenko 26' Dmytro Koryenyev 28' | Pláž Copacabana diváci: 2 000 rozhodčí: Marcelo Bispo |

#### Skupina D
| Tým       | Z | V | R | P | VG | IG | +/− | B |
| --------- | - | - | - | - | -- | -- | --- | - |
| Francie   | 2 | 2 | 0 | 0 | 22 | 4  | +18 | 6 |
| Argentina | 2 | 1 | 0 | 1 | 5  | 12 | −7  | 3 |
| Austrálie | 2 | 0 | 0 | 2 | 2  | 13 | −11 | 0 |

| 8. května 2005 10:15                                                                  |        |                       |                                                           |
| Francie                                                                               | 5 : 1  | Austrálie             | Pláž Copacabana diváci: 5 000 rozhodčí: José Luiz da Rosa |
| Jairzinho Cardoso 3', 30' Thierry Ottavy 11' Noel Sciortino 15' Jean-Marc Edouard 25' | Report | Steve Karavatakis 16' | Pláž Copacabana diváci: 5 000 rozhodčí: José Luiz da Rosa |

| 9. května 2005 18:15                        |        |                           |                                                         |
| Argentina                                   | 3 : 1  | Austrálie                 | Pláž Copacabana diváci: 3 000 rozhodčí: Alberto Moreira |
| Federico Hilaire 7', 28' Alberto Acosta 14' | Report | Gianpaulo Buonavoglia 25' | Pláž Copacabana diváci: 3 000 rozhodčí: Alberto Moreira |

| 10. května 2005 18:30 |        |                                          |                                                             |
| Francie | 8 : 2  | Argentina                                | Pláž Copacabana diváci: 7 000 rozhodčí: João Carlos Almeida |
| Anthony Mendy 5' Noel Sciortino 6' Sebastien Sansoni 11' Thierry Ottavy 12', 32' Didier Samoun 17', 29' Jarzinho Cardoso 24' | Report | Ezequiel Hilaire 24' Hector Petrasso 26' | Pláž Copacabana diváci: 7 000 rozhodčí: João Carlos Almeida |

## Vyřazovací fáze
|  | Čtvrtfinále                  | Čtvrtfinále                  |                              |          | Semifinále  | Semifinále  |  |  | Finále                       | Finále |
|  |                              |                              |                              |          |             |             |  |  |                              |        |
|  | 12. května 2005 - Copacabana |                              |                              |          |             |             |  |  |                              |        |
|  |                              |                              |                              |          |             |             |  |  |                              |        |
|  | Francie                      | 7                            |                              |          |             |             |  |  |                              |        |
|  | Francie                      | 7                            | 14. května 2005 - Copacabana |          |             |             |  |  |                              |        |
|  | Španělsko                    | 4                            |                              |          |             |             |  |  |                              |        |
|  | Španělsko                    | 4                            | Francie                      | 4        |             |             |  |  |                              |        |
|  | 12. května 2005 - Copacabana |                              | Francie                      | 4        |             |             |  |  |                              |        |
|  |                              | Japonsko                     | 1                            |          |             |             |  |  |                              |        |
|  | Uruguay                      | Japonsko                     | 1                            | 3        |             |             |  |  |                              |        |
|  | Uruguay                      |                              | 15. května 2005 - Copacabana | 3        |             |             |  |  |                              |        |
|  | Japonsko                     | 4                            |                              |          |             |             |  |  |                              |        |
|  | Japonsko                     | 4                            | Francie (pen.)               | 3 (1)    |             |             |  |  |                              |        |
|  | 12. května 2005 - Copacabana |                              | Francie (pen.)               | 3 (1)    |             |             |  |  |                              |        |
|  |                              | Portugalsko                  | 3 (0)                        |          |             |             |  |  |                              |        |
|  | Portugalsko                  | Portugalsko                  | 3 (0)                        | 5        |             |             |  |  |                              |        |
|  | Portugalsko                  | 14. května 2005 - Copacabana |                              | 5        |             |             |  |  |                              |        |
|  | Ukrajina                     | 3                            |                              |          |             |             |  |  |                              |        |
|  | Ukrajina                     | 3                            | Portugalsko (pen.)           | 6 (2)    | Třetí místo | Třetí místo |  |  |                              |        |
|  | 12. května 2005 - Copacabana |                              | Portugalsko (pen.)           | 6 (2)    | Třetí místo | Třetí místo |  |  |                              |        |
|  |                              | Brazílie                     | 6 (1)                        |          |             |             |  |  |                              |        |
|  | Brazílie                     | Brazílie                     | 6 (1)                        | 9        | Japonsko    | 2           |  |  |                              |        |
|  | Brazílie                     |                              |                              | 9        | Japonsko    | 2           |  |  |                              |        |
|  | Argentina                    | 3                            |                              | Brazílie | 11          |             |  |  |                              |        |
|  | Argentina                    | 3                            |                              |          | 11          |             |  |  |                              |        |
|  |                              |                              |                              |          |             |             |  |  | 15. května 2005 - Copacabana |        |
|  |                              |                              |                              |          |             |             |  |  |                              |        |

#### Čtvrtfinále
| 12. května 2005 16:00                                                                                           |        |                              |                                                           |
| Francie | 7 : 4  | Španělsko                    | Pláž Copacabana diváci: 5 000 rozhodčí: José Luiz da Rosa |
| Roberto Valeiro 5' (vl.) Anthony Mendy 7', 13' Jarzinho Cardoso 19', 36' Jean-Marc Edouard 22' Eric Cantona 28' | Report | David 12', 34' Nico 24', 36' | Pláž Copacabana diváci: 5 000 rozhodčí: José Luiz da Rosa |

| 12. května 2005 17:15                       |        |                                                            |                                                       |
| Portugalsko                                 | 5 : 3  | Ukrajina                                                   | Pláž Copacabana diváci: 3 000 rozhodčí: Antonio Buaiz |
| Jonas 12' Belchior 14', 29' Madjer 15', 25' | Report | Sergij Boženko 8' Oleksandr Pylypenko 25' Victor Moroz 36' | Pláž Copacabana diváci: 3 000 rozhodčí: Antonio Buaiz |

| 12. května 2005 18:30      |        |                                                                 |                                                           |
| Uruguay                    | 3 : 4  | Japonsko                                                        | Pláž Copacabana diváci: 10 000 rozhodčí: Christian Hauben |
| Ricar 1', 24' Parrillo 17' | Report | Takeši Kawaharazuka 18', 23' Šinji Makino 18' Masahito Toma 20' | Pláž Copacabana diváci: 10 000 rozhodčí: Christian Hauben |

| 12. května 2005 19:45                                                                  |        |                                                             |                                                             |
| Brazílie                                                                               | 9 : 3  | Argentina                                                   | Pláž Copacabana diváci: 10 000 rozhodčí: Lakhdar Benchabane |
| Romário 1', 30', 33' Jorginho 2' Neném 7', 22' (pen.) Juninho 8' Benjamin 15' Buru 35' | Report | Santiago Hilaire 7' Ezequiel Hilaire 32' Alberto Acosta 34' | Pláž Copacabana diváci: 10 000 rozhodčí: Lakhdar Benchabane |

#### Semifinále
| 14. května 2005 11:00                       |        |                                             |                                                               |
| Brazílie                                    | 6 : 6  | Portugalsko                                 | Pláž Copacabana diváci: 10 000 rozhodčí: Carlos Manuel Robles |
| Benjamin 16', 37' Buru 5', 6', 8' Neném 22' | Report | Madjer 2', 8', 22', 27' Marinho 4' Alan 36' | Pláž Copacabana diváci: 10 000 rozhodčí: Carlos Manuel Robles |

|                  |       | Penaltový rozstřel |  |
| Juninho Jorginho | 1 : 2 | Alan Madjer        |  |

| 14. května 2005 21:30                                          |        |                         |                                                            |
| Francie                                                        | 4 : 1  | Japonsko                | Pláž Copacabana diváci: 10 000 rozhodčí: José Luiz da Rosa |
| Anthony Mendy 4', 18' Noel Sciortino 32' Jairzinho Cardoso 34' | Report | Takeši Kawaharazuka 35' | Pláž Copacabana diváci: 10 000 rozhodčí: José Luiz da Rosa |

#### O 3. místo
| 15. května 2005 11:00                           |        | |                                                                     |
| Japonsko                                        | 2 : 11 | Brazílie                                                                                                | Pláž Copacabana diváci: 10 000 rozhodčí: João Martins Pinto Correia |
| Takeši Kawaharazuka 3' Kunihiro Wakabayashi 16' | Report | Junior Negão 7' Buru 8', 19' Juninho 10' Neném 13', 21' Benjamin 17' Romário 24', 25', 27' Jorginho 33' | Pláž Copacabana diváci: 10 000 rozhodčí: João Martins Pinto Correia |

#### Finále
| 15. května 2005 21:30      |        |                              |                                                               |
| Francie                    | 3 : 3  | Portugalsko                  | Pláž Copacabana diváci: 10 000 rozhodčí: Carlos Manuel Robles |
| Anthony Mendy 3', 17', 29' | Report | Madjer 24' Belchior 34', 35' | Pláž Copacabana diváci: 10 000 rozhodčí: Carlos Manuel Robles |

|                |       | Penaltový rozstřel |  |
| Thierry Ottavy | 1 : 0 | Alan               |  |